# Civitella Casanova
Civitella Casanova är en ort och kommun i provinsen Pescara i regionen Abruzzo i Italien. Kommunen hade 1 719 invånare (2018).